# Geissospermum sericeum
Geissospermum sericeum är en oleanderväxtart som först beskrevs av Paul Antoine Sagot och Prog., och fick sitt nu gällande namn av George Bentham och J.D. Hook.. Geissospermum sericeum ingår i släktet Geissospermum och familjen oleanderväxter. Inga underarter finns listade i Catalogue of Life.